# Quadrastichus moskwitini
Quadrastichus moskwitini är en stekelart som först beskrevs av Kostjukov 1990.  Quadrastichus moskwitini ingår i släktet Quadrastichus och familjen finglanssteklar. Inga underarter finns listade i Catalogue of Life.